# John Koenig (Szenenbildner)
John Koenig (geboren 1910 in Berlin; gestorben am 1. Februar 1963 in Richmond, Virginia) war ein US-amerikanischer Leutnant der Army, einmaliger Szenenbildner und dafür ein Mal für den Oscar für das beste Szenenbild nominiert.

## Leben
Als Leutnant der US Army war Koenig an der szenischen Ausstattung des Musical-Filmkomödie This Is the Army (1943) von Michael Curtiz mit George Murphy, Joan Leslie, George Tobias in den Hauptrollen beteiligt. In einer Nebenrolle war der spätere US-Präsident Ronald Reagan zu sehen, der zu dieser Zeit ebenfalls als Leutnant in der Army diente.
Für seine Leistungen wurde Koenig gemeinsam mit John Hughes und George James Hopkins bei der Oscarverleihung 1944 für den Oscar für das beste Szenenbild in einem Farbfilm nominiert. This Is the Army war die einzige Filmproduktion, an der Koenig beteiligt war.